# Vicente García de Diego
Vicente García de Diego (Vinuesa, província de Sòria, 2 de desembre de 1878 - Madrid, 5 de desembre de 1978) va ser un filòleg, lexicògraf, folklorista i crític literari espanyol.

## Biografia
Era fill de Juan José García de Leániz, militar isabelí que va ser governador militar de la província de Soria i va participar en les guerres carlistes.
El seu pare, fart de les seves contínues malifetes infantils i el seu desinterès pels estudis, el va enviar a guanyar-se la vida a Argentina amb tan sols 12 anys. A Argentina, aconsegueix estalviar per al passatge de tornada. Ja a Espanya es va centrar en els estudis, va cursar fer batxillerat a Sòria i es va llicenciar en Filosofia i Lletres en la Universitat de Saragossa. El 1903 va obtenir per oposició la càtedra de llatí i castellà de l'Institut de Pontevedra. Dos anys més tard, es va traslladar a Sòria, per exercir també la càtedra de llatí al seu Institut d'Ensenyament Mitjà, i on a partir de 1907 va fer amistat amb el nou professor de Llengua Francesa, Antonio Machado.
El 1916 es va traslladar a Saragossa, on treballaria els dos cursos següents. El 1919, es trasllada com a Catedràtic a l'Institut Cardenal Cisneros de Madrid, del que seria director durant diversos anys. Va ser escollit acadèmic de la Reial Acadèmia Espanyola el 1926 i després en va ser bibliotecari perpetu. Va exercir com a professor agregat de la Universitat alguns cursos de llatí i de dialectologia espanyola.
Va treballar en el Centre d'Estudis Històrics i en el Consell Superior d'Investigacions Científiques. Va dirigir la Revista de Filología Española i va fundar i va dirigir la Revista de Dialectología y Tradiciones Populares. La majoria dels seus treballs estan publicats en aquestes revistes i en el Boletín de la Real Academia Española, en el qual va mantenir una secció, "Notas etimológicas", entre 1931 i 1963. El 1930 va ser nomenat conseller d'Instrucció Pública. Posseeix els Palmes Acadèmiques de França, la placa de la Comanda de l'Orde d'Alfons X el Savi i altres vàries i va ser corresponent de les Acadèmies Portuguesa, Gallega i diverses americanes. Va traduir i va anotar la Inflexión de las vocales en español de Max Krepinsky per al CSIC el 1962.
Com a filòleg es va consagrar principalment a l'etimologia, la dialectologia, la història i la morfologia de la llengua espanyola i va investigar les veus naturals i onomatopeiques d'aquesta. Com a folklorista es va interessar sobretot per la llegenda i va publicar un dens estudi sobre la mateixa com a introducció a la seva monumental Antología de leyendas. Es va preocupar per la didàctica de la llengua i la literatura de l'espanyol i el llatí, elaborant llibres de textos i exercicis per a ambdues. Va realitzar edicions d'autors clàssics com Íñigo López de Mendoza, Diego de Saavedra Fajardo, Fernando de Herrera i Juan de Ávila. També va conrear la literatura de creació com a alleujament a aquestes labors en el camp de la lírica.
Es va jubilar el 1948, però va continuar investigant i publicant estudis i llibres fins a molt pocs anys abans de morir, el 1978, als 100 anys. Així, va acabar el colossal Diccionario de Voces Naturales als 90 anys, i el seu últim llibre de poesia, Cosas que olvidó el olvido, als 98 anys.

## Obres

### Edicions
- Diego de Saavedra Fajardo, Idea de un príncipe político-christiano representada en cien empresas, Madrid: Ediciones de La Lectura, 1927, 1928, 1930, 4 vols. Ed. de Vicente García de Diego, reimpresa en Madrid: Espasa-Calpe, 1958.
- Diego de Saavedra Fajardo, República literaria; edición y notas de Vicente García de Diego. Madrid, Ediciones de La Lectura, 1922; muy reimpresa después.
- Fernando de Herrera, Poesías; edición y notas de Vicente García de Diego. Madrid: Ediciones "La Lectura", 1914. Muy reimpresa.
- Juan de Ávila, Epistolario espiritual; edición y notas Vicente García de Diego. Madrid: Ediciones de "La Lectura", 1912
- Íñigo López de Mendoza, Marqués de Santillana, Canciones y decires. Edición, Prólogo y Notas de Vicente García de Diego. Madrid: Ediciones La Lectura, 1913, muy reimpreso.

### Estudis
- Notas sobre el latín vulgar español (1904)
- Elementos de gramática histórica gallega (Burgos, Tip. de El Monte Carmelo, 1914).
- Caracteres fundamentales del dialecto aragonés (1918)
- Manual de dialectología española Madrid: Instituto de Cultura Hispánica, 1946; segunda edición íd de íd., 1959; Tercera Madrid: Centro Iberoamericano de Cooperación, 1978.
- Lecciones de lingüística española: (conferencias pronunciadas en el Ateneo de Madrid) Madrid: Gredos, 1951; segunda edición 1960, tercera 1966.
- El idealismo del lenguaje. Conferencias dadas en el Centro de Intercambio Intelectual Germano-Español. Nº XXIII. M., 1929
- "El nexo di en las lenguas y dialectos hispánicos". Madrid, 1960 Separata facticia de Revista de Dialectología y Tradiciones Populares, T. XVI, Cuaderno 3º. Lingüística. Sep-9
- "Familias verbales en las lenguas y dialectos hispánicos". Madrid, 1958 4º may. Separata facticia de Revista de Dialectología y Tradiciones Populares, T. XIV, Cuaderno 4º. Lingüística. Sep-9
- Gramática histórica española Madrid: Ed. Gredos, 1ª ed. 1951; 2ª ed. 1961; 3ª ed. 1970: 1a reimpresión, 1981.

### Lírica
- Nuevos o viejos. Versos. Madrid: Editorial Garcia Enciso, 1943.
- De acá y de allá, Madrid, 1968. Imprenta Aguirre.
- Sol y sombra, Madrid, Editora Nacional, 1969
- Versos para mí Madrid: Cultura Hispánica, 1973
- Cosas que olvidó el olvido. Madrid, edición particular al cuidado de Concha Lagos, 1975.

### Didàctica
- Manual de gramática castellana (Madrid: Revista de Arch., Bibl. y Museos, 1917)
- Nuevo método de latín. Primer curso. Ejercicios y gramática. Avila: Impr. de Senén Martín, 1935. Muy reimpreso.
- Manual de gramática latina. Primera parte. Madrid: Imprenta de la Rev. de Arch., Bibl. y Museos, 1923.
- Manual de Gramática latina. Segunda parte. Sintaxis, métrica. Madrid: Tip. Rev. Arch. Bibl. Museos, 1919; reimpresa en Madrid, Gráfica Administrativa, 1940.
- Ejercicios de gramática castellana y trozos de autores clásicos Burgos: Monte Carmelo, 1912.
- Ejercicios de Gramática Castellana.Madrid, Tipograf. Revista de Archivos, 1927
- Ejercicios y trozos latinos. Primer curso, Burgos: Monte Carmelo, 1912.
- Ejercicios y trozos latinos. Primer curso. Madrid: Imprenta Revista de Archivos y Museos, 1923
- Con Julio Casares, El lenguaje en la escuela. Grado preparatorio M., Real Academia Española, 1941
- Lengua española y literatura. Primer curso. Ejercicios, antología y gramática. Burgos: Imp. Aldecoa. 1935.
- Lengua española y literatura. Segundo curso. Ejercicios, antología y gramática. Burgos: Aldecoa, 1935.
- Lengua Española y Literatura. Tercer curso. Ejercicios, antologías, gramática y métrica. Avila, Tip. de Senén Martín, 1935.

### Lexicografia
- Diccionario de voces naturales, Madrid, Aguilar, 1968
- "Contribución al Diccionario Hispánico Etimológico". Madrid, Revista de Filología Española, Anejo II, 1923.
- Contribución al diccionario hispánico etimológico Madrid: Consejo Superior de Investigaciones Científicas, Patronato Menendez Pelayo, 1943.
- Diccionario Etimológico Español e Hispánico. Madrid, Editorial S.A.E.T.A., 1956; 2ª ed. considerablemente aum. con materiales inéditos a cargo de su hija Carmen García de Diego López; con una introducción de Rafael Lapesa. Madrid: Espasa-Calpe, 1985.
- Etimologías Españolas, Madrid: Aguilar, 1964.
- Etimologías naturales Madrid, 1967 4º may. Separata facticia de Revista de Dialectología y Tradiciones Populares, T. XXIII, Cuadernos 1º y 2º. Lingüística. Sep-9